# Велоспорт на літніх Олімпійських іграх 2024 — кваліфікація
У змаганнях з велоспорту на літніх Олімпійських іграх 2024 зможуть взяти участь 514 спортсменів та спортсменок, які змагатимуться за 22 комплекти нагород. Здобуті олімпійські квоти не є іменними, кожен НОК самостійно обирає спортсменів, які візьмуть участь у літніх Олімпійських іграх 2024 року.

## Країни, що кваліфікувалися
| Країна                           | Шосе     | Шосе     | Шосе  | Шосе  | Трек     | Трек     | Трек     | Трек     | Трек     | Трек     | Трек  | Трек  | Трек  | Трек  | Трек  | Трек  | МТБ | МТБ | BMX      | BMX      | BMX   | BMX   | Загалом       | Загалом  |
| Країна                           | Чоловіки | Чоловіки | Жінки | Жінки | Чоловіки | Чоловіки | Чоловіки | Чоловіки | Чоловіки | Чоловіки | Жінки | Жінки | Жінки | Жінки | Жінки | Жінки | Ч   | Ж   | Чоловіки | Чоловіки | Жінки | Жінки | Квотних місць | Гонщиків |
| Країна                           | ШГ       | РГ       | ШГ    | РГ    | КС       | КЕ       | СП       | КП       | ОМ       | МД       | КС    | КЕ    | СП    | КП    | ОМ    | МД    | Ч   | Ж   | ГН       | ФР       | ГН    | ФР    | Квотних місць | Гонщиків |
| -------------------------------- | -------- | -------- | ----- | ----- | -------- | -------- | -------- | -------- | -------- | -------- | ----- | ----- | ----- | ----- | ----- | ----- | --- | --- | -------- | -------- | ----- | ----- | ------------- | -------- |
| Алжир (ALG)                      | 1        |          | 1     |       |          |          |          |          |          |          |       |       |       |       |       |       |     |     |          |          |       |       | 2             | 2        |
| Аргентина (ARG)                  | 1        |          |       |       |          |          |          |          |          |          |       |       |       |       |       |       |     |     | 1        |          |       |       | 2             | 2        |
| Аруба (ARU)                      |          |          |       |       |          |          |          |          |          |          |       |       |       |       |       |       |     |     |          |          | 1     |       | 1             | 1        |
| Австралія (AUS)                  | 3        | 2        | 3     | 2     | Так      | Так      | Так      | Так      | Так      | Так      |       | Так   | Так   | Так   | Так   | Так   |     | 1   | 1        |          | 2     |       | 25            | 21       |
| Австрія (AUT)                    | 2        | 1        | 2     | 2     |          |          |          |          | Так      | Так      |       |       |       |       |       |       | 1   | 2   |          |          |       |       | 12            | 9        |
| Бельгія (BEL)                    | 4        | 2        | 4     | 1     |          |          |          | Так      | Так      | Так      |       | Так   | Так   |       | Так   | Так   | 2   | 1   | 1        |          | 1     |       | 23            | 22       |
| Бразилія (BRA)                   | 1        |          | 1     |       |          |          |          |          |          |          |       |       |       |       |       |       | 1   | 1   |          | 1        | 1     |       | 6             | 6        |
| Буркіна-Фасо (BUR)               |          |          | 1     |       |          |          |          |          |          |          |       |       |       |       |       |       |     |     |          |          |       |       | 1             | 1        |
| Канада (CAN)                     | 2        | 2        | 2     | 1     | Так      | Так      | Так      | Так      | Так      | Так      | Так   | Так   | Так   | Так   | Так   | Так   | 1   | 1   |          | 1        | 1     |       | 23            | 22       |
| Чилі (CHI)                       |          |          | 1     |       |          |          |          |          |          |          |       |       |       |       |       |       | 1   |     | 1        |          |       |       | 3             | 3        |
| Китай (CHN)                      | 1        |          | 1     | 1     | Так      | Так      | Так      |          |          |          | Так   | Так   | Так   |       | Так   |       | 1   | 1   |          |          |       |       | 16            | 9        |
| Колумбія (COL)                   | 2        | 1        | 1     |       |          | Так      | Так      |          | Так      |          |       | Так   | Так   |       |       |       | 1   |     | 3        |          | 2     | 1     | 16            | 15       |
| Коста-Рика (CRC)                 | 1        |          | 1     |       |          |          |          |          |          |          |       |       |       |       |       |       |     |     |          |          |       |       | 2             | 2        |
| Куба (CUB)                       |          |          | 1     |       |          |          |          |          |          |          |       |       |       |       |       |       |     |     |          |          |       |       | 1             | 1        |
| Кіпр (CYP)                       |          |          | 1     |       |          |          |          |          |          |          |       |       |       |       |       |       |     |     |          |          |       |       | 1             | 1        |
| Чехія (CZE)                      | 1        |          | 1     |       |          |          |          |          | Так      | Так      |       |       |       |       |       |       | 1   | 1   |          |          |       |       | 6             | 6        |
| Данія (DEN)                      | 4        | 2        | 2     | 2     |          |          |          | Так      | Так      | Так      |       |       |       |       | Так   | Так   | 1   | 2   |          |          | 1     |       | 19            | 16       |
| Еквадор (ECU)                    | 1        | 1        |       |       |          |          |          |          |          |          |       |       |       |       |       |       |     |     | 1        |          |       |       | 3             | 2        |
| Єгипет (EGY)                     |          |          |       |       |          |          |          |          | Так      |          |       | Так   | Так   |       | Так   |       |     |     |          |          |       |       | 4             | 3        |
| Еритрея (ERI)                    | 1        | 1        |       |       |          |          |          |          |          |          |       |       |       |       |       |       |     |     |          |          |       |       | 2             | 1        |
| Естонія (EST)                    | 1        |          |       |       |          |          |          |          |          |          |       |       |       |       |       |       |     | 1   |          |          |       |       | 2             | 2        |
| Фінляндія (FIN)                  |          |          | 1     | 1     |          |          |          |          |          |          |       |       |       |       |       |       | 1   |     |          |          |       |       | 3             | 2        |
| Франція (FRA)                    | 4        | 1        | 3     | 2     | Так      | Так      | Так      | Так      | Так      | Так      |       | Так   | Так   | Так   | Так   | Так   | 2   | 2   | 3        | 1        | 1     | 1     | 32            | 31       |
| Німеччина (GER)                  | 2        | 1        | 3     | 2     | Так      | Так      | Так      | Так      | Так      | Так      | Так   | Так   | Так   | Так   | Так   | Так   | 2   | 1   | 1        |          | 1     |       | 25            | 24       |
| Велика Британія (GBR)            | 4        | 2        | 4     | 2     | Так      | Так      | Так      | Так      | Так      | Так      | Так   | Так   | Так   | Так   | Так   | Так   | 2   | 2   | 1        | 1        | 1     | 1     | 46            | 30       |
| Греція (GRE)                     | 1        |          |       |       |          |          |          |          |          |          |       |       |       |       |       |       |     |     |          |          |       |       | 1             | 1        |
| Гонконг (HKG)                    | 1        |          | 1     |       |          |          |          |          |          |          |       |       |       |       | Так   |       |     |     |          |          |       |       | 2             | 2        |
| Угорщина (HUN)                   | 1        |          | 1     |       |          |          |          |          |          |          |       |       |       |       |       |       |     | 1   |          |          |       |       | 3             | 3        |
| Допущені нейтральні атлети (ANA) | 1        | 1        | 2     | 1     |          |          |          |          |          |          |       |       |       |       |       |       |     |     |          |          |       |       | 5             | 3        |
| Індонезія (INA)                  |          |          |       |       |          |          |          |          | Так      |          |       |       |       |       |       |       |     |     |          |          |       |       | 1             | 1        |
| Іран (IRI)                       | 1        |          |       |       |          |          |          |          |          |          |       |       |       |       |       |       |     |     |          |          |       |       | 1             | 1        |
| Ірландія (IRL)                   | 2        | 1        | 1     |       |          |          |          |          |          |          |       |       |       | Так   | Так   | Так   |     |     |          |          |       |       | 7             | 7        |
| Ізраїль (ISR)                    | 1        |          | 1     |       |          | Так      | Так      |          |          |          |       |       |       |       |       |       | 1   |     |          |          |       |       | 5             | 4        |
| Італія (ITA)                     | 3        | 2        | 4     | 1     |          |          |          | Так      | Так      | Так      |       | Так   | Так   | Так   | Так   | Так   | 2   | 2   | 1        |          |       |       | 23            | 21       |
| Японія (JPN)                     | 1        |          | 1     |       | Так      | Так      | Так      | Так      | Так      | Так      |       | Так   | Так   | Так   | Так   | Так   |     | 1   |          |          | 1     |       | 17            | 18       |
| Казахстан (KAZ)                  | 2        | 1        |       |       |          | Так      | Так      |          |          |          |       |       |       |       |       |       |     |     |          |          |       |       | 4             | 3        |
| Латвія (LAT)                     | 1        |          | 1     |       |          |          |          |          |          |          |       |       |       |       |       |       | 1   |     | 1        | 1        | 1     |       | 6             | 6        |
| Ліхтенштейн (LIE)                |          |          |       |       |          |          |          |          |          |          |       |       |       |       |       |       | 1   |     |          |          |       |       | 1             | 1        |
| Литва (LTU)                      |          |          | 1     |       |          | Так      | Так      |          |          |          |       |       |       |       | Так   |       |     |     |          |          |       |       | 4             | 3        |
| Люксембург (LUX)                 | 1        |          | 1     |       |          |          |          |          |          |          |       |       |       |       |       |       |     |     |          |          |       |       | 2             | 2        |
| Малайзія (MAS)                   |          |          | 1     |       |          | Так      | Так      |          |          |          |       | Так   | Так   |       |       |       |     |     |          |          |       |       | 5             | 4        |
| Маврикій (MRI)                   | 1        |          | 1     |       |          |          |          |          |          |          |       |       |       |       |       |       |     | 1   |          |          |       |       | 3             | 3        |
| Мексика (MEX)                    |          |          | 1     |       |          |          |          |          | Так      |          | Так   | Так   | Так   |       | Так   |       | 1   | 1   |          |          |       |       | 8             | 8        |
| Монголія (MGL)                   | 1        | 1        |       |       |          |          |          |          |          |          |       |       |       |       |       |       |     |     |          |          |       |       | 2             | 1        |
| Марокко (MAR)                    | 1        | 1        |       |       |          |          |          |          |          |          |       |       |       |       |       |       |     |     | 1        |          |       |       | 3             | 2        |
| Намібія (NAM)                    |          |          | 1     |       |          |          |          |          |          |          |       |       |       |       |       |       | 1   |     |          |          |       |       | 2             | 2        |
| Нідерланди (NED)                 | 3        | 1        | 4     | 2     | Так      | Так      | Так      |          | Так      | Так      | Так   | Так   | Так   |       | Так   | Так   |     | 2   | 2        |          | 3     |       | 27            | 21       |
| Нова Зеландія (NZL)              | 2        | 1        | 2     | 1     |          | Так      | Так      | Так      | Так      | Так      | Так   | Так   | Так   | Так   | Так   | Так   | 1   | 1   | 1        |          | 1     |       | 23            | 23       |
| Нігерія (NGR)                    |          |          | 1     |       |          |          |          |          |          |          |       |       |       |       |       |       |     |     |          |          |       |       | 1             | 1        |
| Норвегія (NOR)                   | 2        | 2        | 2     | 1     |          |          |          |          |          |          |       |       |       |       | Так   |       | 1   |     |          |          |       |       | 9             | 6        |
| Панама (PAN)                     | 1        |          |       |       |          |          |          |          |          |          |       |       |       |       |       |       |     |     |          |          |       |       | 1             | 1        |
| Польща (POL)                     | 1        |          | 3     | 2     |          | Так      | Так      |          | Так      |          | Так   | Так   | Так   |       | Так   | Так   | 1   | 1   |          |          |       |       | 16            | 13       |
| Португалія (POR)                 | 2        | 2        | 1     |       |          |          |          |          | Так      | Так      |       |       |       |       | Так   |       |     | 1   |          |          |       |       | 9             | 7        |
| Румунія (ROU)                    |          |          |       |       |          |          |          |          |          |          |       |       |       |       |       |       | 1   |     |          |          |       |       | 1             | 1        |
| Руанда (RWA)                     | 1        |          | 1     | 1     |          |          |          |          |          |          |       |       |       |       |       |       |     | 1   |          |          |       |       | 4             | 3        |
| Сербія (SRB)                     | 1        |          | 1     |       |          |          |          |          |          |          |       |       |       |       |       |       |     |     |          |          |       |       | 2             | 2        |
| Словаччина (SVK)                 | 1        |          | 1     |       |          |          |          |          |          |          |       |       |       |       |       |       |     |     |          |          |       |       | 2             | 2        |
| Словенія (SLO)                   | 4        | 1        | 2     | 2     |          |          |          |          |          |          |       |       |       |       |       |       |     | 1   |          |          |       |       | 10            | 7        |
| ПАР (RSA)                        | 1        |          | 2     | 1     |          | Так      | Так      |          |          |          |       |       |       |       |       |       | 1   | 1   |          |          | 1     |       | 9             | 7        |
| Південна Корея (KOR)             | 1        |          | 1     |       |          |          |          |          |          |          |       |       |       |       |       |       |     |     |          |          |       |       | 2             | 2        |
| Іспанія (ESP)                    | 3        | 1        | 2     | 1     |          |          |          |          | Так      | Так      |       |       |       |       |       |       | 2   |     |          |          |       |       | 11            | 9        |
| Суринам (SUR)                    |          |          |       |       |          | Так      | Так      |          |          |          |       |       |       |       |       |       |     |     |          |          |       |       | 2             | 1        |
| Швеція (SWE)                     | 1        |          | 1     |       |          |          |          |          |          |          |       |       |       |       |       |       |     | 1   |          |          |       |       | 3             | 3        |
| Швейцарія (SUI)                  | 2        | 2        | 3     | 1     |          |          |          |          | Так      |          |       |       |       |       | Так   | Так   | 2   | 2   | 2        |          | 2     |       | 21            | 18       |
| Таїланд (THA)                    | 1        |          | 1     | 1     |          | Так      | Так      |          |          |          |       |       |       |       |       |       |     |     | 1        |          |       |       | 6             | 4        |
| Тринідад і Тобаго (TTO)          |          |          |       |       |          | Так      | Так      |          |          |          |       |       |       |       |       |       |     |     |          |          |       |       | 2             | 1        |
| Туреччина (TUR)                  | 1        |          |       |       |          |          |          |          |          |          |       |       |       |       |       |       |     |     |          |          |       |       | 1             | 1        |
| Уганда (UGA)                     | 1        |          |       |       |          |          |          |          |          |          |       |       |       |       |       |       |     |     |          |          |       |       | 1             | 1        |
| Україна (UKR)                    | 1        |          | 1     | 1     |          |          |          |          |          |          |       |       |       |       |       |       | 1   | 1   |          |          |       |       | 5             | 4        |
| Об'єднані Арабські Емірати (UAE) |          |          | 1     |       |          |          |          |          |          |          |       |       |       |       |       |       |     |     |          |          |       |       | 1             | 1        |
| США (USA)                        | 3        | 2        | 2     | 2     |          |          |          |          | Так      |          |       |       |       | Так   | Так   | Так   | 2   | 2   | 2        | 2        | 3     | 2     | 26            | 23       |
| Уругвай (URU)                    | 1        |          |       |       |          |          |          |          |          |          |       |       |       |       |       |       |     |     |          |          |       |       | 1             | 1        |
| Узбекистан (UZB)                 | 1        |          | 2     | 1     |          |          |          |          |          |          |       |       |       |       |       |       |     |     |          |          |       |       | 4             | 3        |
| Венесуела (VEN)                  | 1        |          |       |       |          |          |          |          |          |          |       |       |       |       |       |       |     |     |          |          |       |       | 1             | 1        |
| В'єтнам (VIE)                    |          |          | 1     |       |          |          |          |          |          |          |       |       |       |       |       |       |     |     |          |          |       |       | 1             | 1        |
| Загалом: 75 НОК                  | 90       | 35       | 90    | 35    | 8        | 26       | 26       | 10       | 15       | 22       | 8     | 23    | 23    | 10    | 15    | 22    | 36  | 36  | 24       | 1        | 24    | 1     | 544           | 267      |

Легенда
- КС – Командний спринт
- КЕ – Кейрін
- СП – Спринт
- КП – Командна гонка переслідування
- ОМ – Омніум
- МД – Медісон
- ШГ – Групова шосейна гонка
- РГ – Індивідуальна роздільна гонка
- ГН – BMX-гонки
- ФР – BMX-фрістайл

## Розклад
| Дисципліна                                   | Дата                                | Місце           |
| Шосе                                         | Шосе                                | Шосе            |
| -------------------------------------------- | ----------------------------------- | --------------- |
| Чемпіонат Африки 2023                        | 8–13 лютого 2023                    | Аккра           |
| Чемпіонат Панамерики 2023                    | 16–23 квітня 2023                   | Панама          |
| Чемпіонат Азії 2023                          | 7–13 червня 2023                    | Районг          |
| Чемпіонат світу з велоперегонів на шосе 2023 | 3–13 серпня 2023                    | Глазго          |
| Світовий рейтинг UCI за країнами             | 17 жовтня 2023                      | Н/Д             |
| Трек                                         |                                     |                 |
| Олімпійський рейтинг UCI на треку 2022–2024  | 15 квітня 2024                      | Н/Д             |
| Маунтінбайк                                  |                                     |                 |
| Чемпіонат Панамерики 2023                    | 26–29 квітня 2023                   | Конгоньяс       |
| Чемпіонат Африки 2023                        | 2–4 червня 2023                     | Йоганнесбург    |
| Чемпіонат світу з маунтінбайку 2023          | 3–13 серпня 2023                    | Глазго          |
| Чемпіонат Азії 2023                          | 26–28 жовтня 2023                   | Панчкула        |
| Олімпійський кваліфікаційний ретинг UCI      | 28 травня 2024                      | Н/Д             |
| BMX-фрістайл                                 |                                     |                 |
| Чемпіонат світу з міського велоспорту 2022   | 9–13 листопада 2022                 | Абу-Дабі        |
| Чемпіонат світу з BMX-фрістайлу 2023         | 3–13 серпня 2023                    | Глазго          |
| Олімпійські кваліфікаційні серії 2024        | 16–19 травня 2024 20–23 червня 2024 | Шанхай Будапешт |
| BMX-гонки                                    |                                     |                 |
| Чемпіонат Панамерики 2023                    | 20 травня 2023                      | Ріобамба        |
| Чемпіонат Азії 2023                          | 16 липня 2023                       | Тагайтай        |
| Чемпіонат світу з BMX 2023                   | 3–13 серпня 2023                    | Глазго          |
| Чемпіонат Африки 2023                        | 4–5 листопада 2023                  | Хараре          |
| Чемпіонат світу з BMX 2024                   | 12–18 травня 2024                   | Рок-Гілл        |
| Олімпійський кваліфікаційний ретинг UCI      | 4 червня 2024                       | Н/Д             |

## Велоперегони на шосе

### Правила кваліфікації
У велоперегонах на шосе зможуть взяти участь 180 спортсменів (по 90 чоловіків та жінок). Кожну країну можуть преставляти щонайбільше 8 спортсменів (по 4 чоловіки і жінки) з такими умовами: щонайбільше по чотири в групових шосейних гонках серед чоловіків і жінок і по два в роздільній гонці серед чоловіків і жінок. Більшість місць буде розподілено між НОК на основі Світового рейтингу UCI за підсумками сезону 2022-2023 років.
Як країна-господарка Франція одержує по одній квоті для чоловіків і жінок у груповій шосейній гонці. Якщо один або два французькі велогонщики пройдуть кваліфікацію іншим способом, то їх гарантовані місця будуть перерозподілені наступним за рангом НОК, які відповідають критеріям участі у змаганнях відповідно до Світового рейтингу UCI на 17 жовтня 2023 року. Частину загальної квоти, що залишилася, буде надано двом командам з найвищим рейтингом (кожна з яких складається з одного гонщика), що бореться за кваліфікацію на трьох континентальних змаганнях (Африка, Азія та Америка) і на чемпіонаті світу з велоперегонів на шосе 2023 року в Глазго.
Для участі в роздільній гонці тридцять п'ять місць для чоловіків і жінок одержать НОК, що посіли місця з 1-го по 25-те у світовому рейтингу UCI, з дотриманням мінімального розподілу між континентами, а решту квот буде розподілено за підсумками чемпіонату світу з велоперегонів на шосе 2023 року.

### Чоловіча гонка на шосе
Квоти станом на листопад 2023 року.
| Дисципліна                                   | Місце країни     | НОК, що кваліфікувався | Гонщиків від НОК |
| -------------------------------------------- | ---------------- | --- | ---------------- |
| Країна-господарка                            | Н/Д              | Н/Д | 0                |
| Світовий рейтинг UCI                         | з 1-го по 5-те   | Бельгія (BEL) Данія (DEN) Словенія (SLO) Велика Британія (GBR) Франція (FRA) | 4                |
| Світовий рейтинг UCI                         | з 6-го по 10-те  | Іспанія (ESP) Нідерланди (NED) Італія (ITA) Австралія (AUS) США (USA) | 3                |
| Світовий рейтинг UCI                         | з 11-го по 20-те | Швейцарія (SUI) Португалія (POR) Колумбія (COL) Норвегія (NOR) Німеччина (GER) Австрія (AUT) Ірландія (IRL) Канада (CAN) Казахстан (KAZ) Нова Зеландія (NZL) | 2                |
| Світовий рейтинг UCI                         | з 21-го по 45-те | Еритрея (ERI) Допущені нейтральні атлети (ANA) Еквадор (ECU) Польща (POL) Латвія (LAT) Марокко (MAR) Чехія (CZE) Угорщина (HUN) Монголія (MGL) Японія (JPN) Алжир (ALG) Словаччина (SVK) Узбекистан (UZB) Люксембург (LUX) Греція (GRE) ПАР (RSA) Венесуела (VEN) Ізраїль (ISR) Естонія (EST) Туреччина (TUR) Панама (PAN) Таїланд (THA) Аргентина (ARG) Сербія (SRB) Україна (UKR) Китай (CHN) | 1                |
| Чемпіонат світу з велоперегонів на шосе 2023 | з 1-го по 2-ге   | Швеція (SWE) | 1                |
| Чемпіонат Африки 2023                        | з 1-го по 2-ге   | Маврикій (MRI) Уганда (UGA) | 1                |
| Чемпіонат Азії 2023                          | з 1-го по 2-ге   | Іран (IRI) Гонконг (HKG) | 1                |
| Панамериканський чемпіонат 2023              | з 1-го по 2-ге   | Бразилія (BRA) Коста-Рика (CRC) | 1                |
| Перерозподіл невикористаних квот             | Н/Д              | Руанда (RWA) Уругвай (URU) Південна Корея (KOR) | 1                |
| Загалом                                      |                  | | 90               |

### чоловіча роздільна гонка
| Дисципліна                                   | Місце країни    | НОК, що кваліфікувався | Гонщиків від НОК |
| -------------------------------------------- | --------------- | --- | ---------------- |
| Світовий рейтинг UCI                         | з 1-го по 25-те | Бельгія (BEL) Данія (DEN) Словенія (SLO) Велика Британія (GBR) Франція (FRA) Іспанія (ESP) Нідерланди (NED) Італія (ITA) Австралія (AUS) США (USA) Швейцарія (SUI) Португалія (POR) Колумбія (COL) Норвегія (NOR) Німеччина (GER) Австрія (AUT) Ірландія (IRL) Канада (CAN) Казахстан (KAZ) Нова Зеландія (NZL) Еритрея (ERI) Еквадор (ECU) Допущені нейтральні атлети (ANA) Марокко (MAR)** Монголія (MGL)** | 1                |
| Чемпіонат світу з велоперегонів на шосе 2023 | з 1-го по 10-те | Бельгія (BEL) Італія (ITA) Велика Британія (GBR) США (USA) Португалія (POR) Австралія (AUS) Данія (DEN) Норвегія (NOR) Швейцарія (SUI) Канада (CAN) | 1                |
| Запрошення                                   | —               | Амір Ансарі (EOR) | 1                |
| Загалом                                      |                 | | 36               |

** Кваліфікувався як представник континенту

### Жіноча гонка на шосе
Квоти станом на лютий 2024 року.
| Дисципліна                                   | Місце країни     | НОК, що кваліфікувався | Гонщиць від НОК |
| -------------------------------------------- | ---------------- | --- | --------------- |
| Країна-господарка                            | Н/Д              | Н/Д | 0               |
| Світовий рейтинг UCI                         | з 1-го по 5-те   | Нідерланди (NED) Італія (ITA) Бельгія (BEL) Швейцарія (SUI) Велика Британія (GBR) | 4               |
| Світовий рейтинг UCI                         | з 6-го по 10-те  | Польща (POL) Франція (FRA) Австралія (AUS) Німеччина (GER) Данія (DEN) | 3               |
| Світовий рейтинг UCI                         | з 11-го по 20-те | США (USA) Канада (CAN) Австрія (AUT) Нова Зеландія (NZL) Іспанія (ESP) ПАР (RSA) Узбекистан (UZB) Норвегія (NOR) Словенія (SLO) Допущені нейтральні атлети (ANA) | 2               |
| Світовий рейтинг UCI                         | з 21-го по 45-те | Китай (CHN) Фінляндія (FIN) Україна (UKR) Таїланд (THA) Колумбія (COL) Люксембург (LUX) Швеція (SWE) Чехія (CZE) Гонконг (HKG) Куба (CUB) Південна Корея (KOR) Руанда (RWA) Ірландія (IRL) Допущені нейтральні атлети (ANA) Сербія (SRB) Словаччина (SVK) Маврикій (MRI) Бразилія (BRA) Чилі (CHI) Алжир (ALG) Намібія (NAM) Кіпр (CYP) Японія (JPN) Ізраїль (ISR) Португалія (POR) | 1               |
| Чемпіонат світу з велоперегонів на шосе 2023 | з 1-го по 2-ге   | Угорщина (HUN) Латвія (LAT) | 1               |
| Чемпіонат Африки 2023                        | з 1-го по 2-ге   | Нігерія (NGR) Буркіна-Фасо (BUR) | 1               |
| Чемпіонат Азії 2023                          | з 1-го по 2-ге   | Малайзія (MAS) В'єтнам (VIE) | 1               |
| Панамериканський чемпіонат 2023              | з 1-го по 2-ге   | Мексика (MEX) Коста-Рика (CRC) | 1               |
| Перерозподіл невикористаних квот             | Н/Д              | Об'єднані Арабські Емірати (UAE) Литва (LTU) | 1               |
| Запрошення                                   | —                | Фаріба Хашімі (AFG) Юлдуз Хашімі (AFG) Еєру Тесфоам Гебру (EOR) | 1               |
| Загалом                                      |                  | | 90              |

### жіноча роздільна гонка
| Дисципліна                                   | Місце країни    | НОК, що кваліфікувався | Гонщиць від НОК |
| -------------------------------------------- | --------------- | --- | --------------- |
| Світовий рейтинг UCI                         | з 1-го по 25-те | Нідерланди (NED) Італія (ITA) Бельгія (BEL) Швейцарія (SUI) Польща (POL) Велика Британія (GBR) Австралія (AUS) Франція (FRA) Німеччина (GER) Канада (CAN) Данія (DEN) США (USA) Австрія (AUT) Нова Зеландія (NZL) Іспанія (ESP) ПАР (RSA) Узбекистан (UZB) Норвегія (NOR) Словенія (SLO) Китай (CHN) Допущені нейтральні атлети (ANA) Фінляндія (FIN) Україна (UKR) Таїланд (THA) Руанда (RWA)** | 1               |
| Чемпіонат світу з велоперегонів на шосе 2023 | з 1-го по 10-те | США (USA) Австралія (AUS) Австрія (AUT) Велика Британія (GBR) Франція (FRA) Нідерланди (NED) Польща (POL) Німеччина (GER) Словенія (SLO) Данія (DEN) | 1               |
| Загалом                                      |                 | | 35              |

** Кваліфікувався як представник континенту

## Велоперегони на треку

### Правила кваліфікації
Загалом 190 велогонщиків, порівну серед чоловіків та жінок, візьмуть участь у велоперегонах на треку в Парижі-2024. Кожен Національний олімпійський комітет має право виставити щонайбільше чотирнадцять трекових велогонщиків з певною кількістю гонщиків, виділених для кожної дисципліни: по два гонщики кожної статі в спринті та кейрині, по одному гонщику в чоловічому та жіночому омніумі, квартет гонщиків у командній гонці переслідування, трио в командному спринті й дует у медісоні. Усі квотні місця у велоперегонах на треку будуть розподілені на основі очок, здобутих у період олімпійського рейтингу UCI на треку в сезоні 2022-2024 років. Квоти для кожної трекової дисципліни наведено нижче:
- Командний спринт – 8 найкращих команд по три гонщики кожної статі
- Командна гонка переслідування – топ-10 команд по чотири гонщики кожної статі
- Медісон – 10 НОК, що кваліфікувалися в командну гонку переслідування, плюс наступні п'ять НОК з найвищим рейтингом (загалом 15 команд)
- Омніум – 15 НОК, що кваліфікувалися в медісон, плюс наступні сім НОК з найвищим рейтингом (загалом 22 спортсмени)
- Спринт та кейрін – НОК, що кваліфікувалися в командний спринт, одержують дві квоти; далі по сім квот одержують НОК із найвищим рейтингом в індивідуальному спринті та в кейріні (загалом 30 спортсменів).

### командний спринт (чоловіки)
| Дисципліна                                  | Місця за країною | НОК, що кваліфікувався | Команд від NOC |
| ------------------------------------------- | ---------------- | --- | -------------- |
| Олімпійський рейтинг UCI на треку 2022–2024 | з 1-го по 8-ме   | Австралія (AUS) Нідерланди (NED) Японія (JPN) Франція (FRA) Велика Британія (GBR) Китай (CHN) Німеччина (GER) Канада (CAN) | 1              |
| Загалом                                     |                  | | 8              |

### спринт (чоловіки)
| Дисципліна                                 | Місця за країною | НОК, що кваліфікувався | Гонщиків від NOC |
| ------------------------------------------ | ---------------- | --- | ---------------- |
| НОК, що кваліфікувались у командний спринт | —                | Австралія (AUS) Нідерланди (NED) Японія (JPN) Франція (FRA) Велика Британія (GBR) Китай (CHN) Німеччина (GER) Канада (CAN) | до 2             |
| Олімпійський трековий рейтинг 2022–2024    | з 1-го по 7-ме   | Тринідад і Тобаго (TTO) Польща (POL) Ізраїль (ISR) Суринам (SUR) Малайзія (MAS) Литва (LTU) ПАР (RSA)* Колумбія (COL)      | 1                |
| НОК, що кваліфікувались у кейрін           | —                | Нова Зеландія (NZL) Таїланд (THA) Суринам (SUR) Казахстан (KAZ)                                                            | 1                |
| Загалом                                    |                  | | 30               |

* Кваліфікувався як представник континенту

### Кейрін (чоловіки)
| Дисципліна                                 | Місця за країною | НОК, що кваліфікувався | Гонщиків від НОК |
| ------------------------------------------ | ---------------- | --- | ---------------- |
| НОК, що кваліфікувались у командний спринт | —                | Австралія (AUS) Нідерланди (NED) Японія (JPN) Франція (FRA) Велика Британія (GBR) Китай (CHN) Німеччина (GER) Канада (CAN)          | до 2             |
| Олімпійський трековий рейтинг 2022–2024    | з 1-го по 7-ме   | Малайзія (MAS) Колумбія (COL) Нова Зеландія (NZL) Тринідад і Тобаго (TTO) Суринам (SUR) Ізраїль (ISR) Таїланд (THA) Казахстан (KAZ) | 1                |
| НОК, що кваліфікувались у спринт           | —                | Польща (POL) Литва (LTU) ПАР (RSA) Ізраїль (ISR)                                                                                    | 1                |
| Загалом                                    |                  | | 30               |

* Кваліфікувався як представник континенту

### командна гонка переслідування (чоловіки)
| Дисципліна                                  | Місця за країною | НОК, що кваліфікувався | Команд від NOC |
| ------------------------------------------- | ---------------- | --- | -------------- |
| Олімпійський рейтинг UCI на треку 2022–2024 | з 1-го по 10-те  | Данія (DEN) Нова Зеландія (NZL) Австралія (AUS) Італія (ITA) Франція (FRA) Велика Британія (GBR) Японія (JPN) Канада (CAN) Німеччина (GER) Бельгія (BEL) | 1              |
| Загалом                                     |                  | | 10             |

### Медісон (чоловіки)
| Дисципліна                                        | Місця за країною | НОК, що кваліфікувався | Гонщиків від НОК |
| ------------------------------------------------- | ---------------- | --- | ---------------- |
| НОК, що кваліфікувались у командне переслідування | —                | Данія (DEN) Нова Зеландія (NZL) Австралія (AUS) Італія (ITA) Франція (FRA) Велика Британія (GBR) Японія (JPN) Канада (CAN) Німеччина (GER) Бельгія (BEL) | 1                |
| Олімпійський рейтинг UCI на треку 2022–2024       | з 1-го по 5-те   | Нідерланди (NED) Португалія (POR) Іспанія (ESP) Чехія (CZE) Австрія (AUT)                                                                                | 1                |
| Загалом                                           |                  | | 15               |

### Омніум (чоловіки)
| Дисципліна                                      | Місця за країною | НОК, що кваліфікувався | Гонщиків від НОК |
| ----------------------------------------------- | ---------------- | --- | ---------------- |
| НОК, що безпосередньо кваліфікувались у медісон | —                | Данія (DEN) Нова Зеландія (NZL) Австралія (AUS) Італія (ITA) Франція (FRA) Велика Британія (GBR) Японія (JPN) Канада (CAN) Німеччина (GER) Бельгія (BEL) Нідерланди (NED) Португалія (POR) Іспанія (ESP) Чехія (CZE) Австрія (AUT) | 1                |
| Олімпійський рейтинг UCI на треку 2022–2024     | з 1-го по 7-ме   | США (USA) Польща (POL) Швейцарія (SUI) Колумбія (COL) Мексика (MEX) Індонезія (INA) Єгипет (EGY)* | 1                |
| Загалом                                         |                  | | 22               |

* Кваліфікувався як представник континенту

### командний спринт (жінки)
| Дисципліна                                  | Місця за країною | НОК, що кваліфікувався | Команд від НОК |
| ------------------------------------------- | ---------------- | --- | -------------- |
| Олімпійський рейтинг UCI на треку 2023–2024 | з 1-го по 8-ме   | Німеччина (GER) Велика Британія (GBR) Китай (CHN) Нідерланди (NED) Мексика (MEX) Польща (POL) Нова Зеландія (NZL) Канада (CAN) | 1              |
| Загалом                                     |                  | | 8              |

### спринт (жінки)
| Дисципліна                                 | Місця за країною | НОК, що кваліфікувався | Гонщиць від НОК |
| ------------------------------------------ | ---------------- | --- | --------------- |
| НОК, що кваліфікувались у командний спринт | —                | Німеччина (GER) Велика Британія (GBR) Китай (CHN) Нідерланди (NED) Мексика (MEX) Польща (POL) Нова Зеландія (NZL) Канада (CAN) | до 2            |
| Олімпійський трековий рейтинг 2022–2024    | з 1-го по 7-ме   | Франція (FRA) Японія (JPN) Колумбія (COL) Італія (ITA) Австралія (AUS) Бельгія (BEL) Єгипет (EGY)*                             | 1               |
| НОК, що кваліфікувались у кейрін           | —                | Малайзія (MAS) | 1               |
| Загалом                                    |                  | | 30              |

* Кваліфікувався як представник континенту

### Кейрін (жінки)
| Дисципліна                                 | Місця за країною | НОК, що кваліфікувався | Гонщиць від НОК |
| ------------------------------------------ | ---------------- | --- | --------------- |
| НОК, що кваліфікувались у командний спринт | —                | Німеччина (GER) Велика Британія (GBR) Китай (CHN) Нідерланди (NED) Мексика (MEX) Польща (POL) Нова Зеландія (NZL) Канада (CAN) | до 2            |
| Олімпійський трековий рейтинг 2022–2024    | з 1-го по 7-ме   | Колумбія (COL) Японія (JPN) Франція (FRA) Бельгія (BEL) Австралія (AUS) Італія (ITA) Малайзія (MAS)                            | 1               |
| НОК, що кваліфікувались у спринт           | —                | Єгипет (EGY) | 1               |
| Загалом                                    |                  | | 30              |

* Кваліфікувався як представник континенту

### командна гонка переслідування (жінки)
| Дисципліна                                  | Місця за країною | НОК, що кваліфікувався | Команд від НОК |
| ------------------------------------------- | ---------------- | --- | -------------- |
| Олімпійський рейтинг UCI на треку 2022–2024 | з 1-го по 10-те  | Нова Зеландія (NZL) Велика Британія (GBR) Італія (ITA) Австралія (AUS) Канада (CAN) США (USA) Франція (FRA) Німеччина (GER) Ірландія (IRL) Японія (JPN) | 1              |
| Загалом                                     |                  | | 10             |

### Медісон (жінки)
| Дисципліна                                        | Місця за країною | НОК, що кваліфікувався | Гонщиць від НОК |
| ------------------------------------------------- | ---------------- | --- | --------------- |
| НОК, що кваліфікувались у командне переслідування | —                | Нова Зеландія (NZL) Велика Британія (GBR) Італія (ITA) Австралія (AUS) Канада (CAN) США (USA) Франція (FRA) Німеччина (GER) Ірландія (IRL) Японія (JPN) | 1               |
| Олімпійський рейтинг UCI на треку 2022–2024       | з 1-го по 5-те   | Данія (DEN) Польща (POL) Нідерланди (NED) Швейцарія (SUI) Бельгія (BEL)                                                                                 | 1               |
| Загалом                                           |                  | | 15              |

### Омніум (жінки)
| Дисципліна                                      | Місця за країною | НОК, що кваліфікувався | Гонщиць від НОК |
| ----------------------------------------------- | ---------------- | --- | --------------- |
| НОК, що безпосередньо кваліфікувались у медісон | —                | Нова Зеландія (NZL) Велика Британія (GBR) Італія (ITA) Австралія (AUS) Канада (CAN) США (USA) Франція (FRA) Німеччина (GER) Ірландія (IRL) Японія (JPN) Данія (DEN) Польща (POL) Нідерланди (NED) Швейцарія (SUI) Бельгія (BEL) | 1               |
| Олімпійський рейтинг UCI на треку 2022–2024     | з 1-го по 7-ме   | Норвегія (NOR) Португалія (POR) Литва (LTU) Китай (CHN) Гонконг (HKG) Мексика (MEX) Єгипет (EGY)* | 1               |
| Загалом                                         |                  | | 22              |

* Кваліфікувався як представник континенту

## Маунтінбайк

### Правила кваліфікації
Загалом 72 маунтінбайкери (по 36 осіб кожної статі) візьмуть участь у перегонах по пересіченій місцевості в Парижі 2024 року, що на чотири спортсмени менше, ніж у Токіо 2020 року. Кожен Національний олімпійський комітет має право виставити щонайбільше чотирьох спортсменів (по два від кожної статі). Франція як країна-господарка має право на одну квоту для чоловіків і жінок, якщо вони не кваліфікуються; ще по одній квоті кожної статі надаються НОК, що відповідають вимогам, відповідно до принципу універсальності.
Більшість місць одержать дев'ятнадцять НОК з найвищим рейтингом: по два гонщики НОК, які посіли місця з 1 по 8, і по одному гонщику НОК, які посіли місця з 9 по 19. Рейтинг визначається на основі очок, набраних протягом дворічного олімпійського кваліфікаційного періоду UCI з маунтінбайку (з 7 травня 2022 року до 26 травня 2024 року). Ще по одній квоті для чоловіків та жінок одержать переможці континентальних чемпіонатів з маунтінбайку Африки, Азії, Північної та Південної Америки. Чотири місця, що залишилися, будуть розподілені між кращими маунтінбайкерами, що виступають на чемпіонаті світу UCI 2023 року в Глазго, по два місця в елітній категорії і в категорії до 23 років.

### маунтінбайк (чоловіки)
Квоти станом на 20 червня 2024 року.
| Дисципліна                                        | Місце країни    | НОК, що кваліфікувався | Гонщиць від НОК |
| ------------------------------------------------- | --------------- | --- | --------------- |
| Країна-господарка                                 | Н/Д             | Н/Д | Н/Д             |
| Олімпійський кваліфікаційний рейтинг UCI 2024     | з 1-го по 8-ме  | Швейцарія (SUI) Франція (FRA) Італія (ITA) Іспанія (ESP) США (USA) Німеччина (GER) Бельгія (BEL) Велика Британія (GBR)                               | 2               |
| Олімпійський кваліфікаційний рейтинг UCI 2024     | з 9-го по 19-те | Бразилія (BRA) Данія (DEN) Канада (CAN) Нова Зеландія (NZL) ПАР (RSA) Австрія (AUT) Норвегія (NOR) Чилі (CHI) Польща (POL) Румунія (ROM) Чехія (CZE) | 1               |
| Чемпіонат Африки 2023                             | 1               | Намібія (NAM) | 1               |
| Панамериканський чемпіонат 2023                   | 1               | Мексика (MEX) | 1               |
| Чемпіонат Азії 2023                               | 1               | Китай (CHN) | 1               |
| Чемпіонат світу з маунтінбайку 2023 (еліта)       | з 1-го по 2-ге  | Латвія (LAT) Колумбія (COL) | 1               |
| Чемпіонат світу з маунтінбайку 2023 (до 23 років) | з 1-го по 2-ге  | Нідерланди (NED) Швеція (SWE) | 1               |
| Гарантовані місця                                 | Н/Д             | Ліхтенштейн (LIE) | 1               |
| Перерозподіл невикористаних квот                  | Н/Д             | Ізраїль (ISR) Україна (UKR) Фінляндія (FIN) | 1               |
| Загалом                                           |                 | | 36              |

### маунтінбайк (жінки)
Квоти станом на 3 червня 2024 року.
| Дисципліна                                        | Місце країни    | НОК, що кваліфікувався | Гонщиць від НОК |
| ------------------------------------------------- | --------------- | --- | --------------- |
| Країна-господарка                                 | Н/Д             | Н/Д | Н/Д             |
| Олімпійський кваліфікаційний рейтинг UCI 2024     | з 1-го по 8-ме  | Швейцарія (SUI) Франція (FRA) США (USA) Нідерланди (NED) Італія (ITA) Австрія (AUT) Данія (DEN) Велика Британія (GBR)                                    | 2               |
| Олімпійський кваліфікаційний рейтинг UCI 2024     | з 9-го по 19-те | Німеччина (GER) Бразилія (BRA) Австралія (AUS) Канада (CAN) Швеція (SWE) Чехія (CZE) Польща (POL) Естонія (EST) Україна (UKR) Португалія (POR) ПАР (RSA) | 1               |
| Чемпіонат Африки 2023                             | 1               | Маврикій (MRI) | 1               |
| Панамериканський чемпіонат 2023                   | 1               | Мексика (MEX) | 1               |
| Чемпіонат Азії 2023                               | 1               | Китай (CHN) | 1               |
| Чемпіонат світу з маунтінбайку 2023 (еліта)       | з 1-го по 2-ге  | Словенія (SLO) Угорщина (HUN) | 1               |
| Чемпіонат світу з маунтінбайку 2023 (до 23 років) | з 1-го по 2-ге  | Нова Зеландія (NZL) Японія (JPN) | 1               |
| Гарантовані місця                                 | Н/Д             | Руанда (RWA) | 1               |
| Перерозподіл невикористаних квот                  | Н/Д             | Бельгія (BEL) | 1               |
| Загалом                                           |                 | | 36              |

## BMX-фрістайл

### Правила кваліфікації
Для виступу у фрістайлі в Парижі-2024 буде розподілено двадцять чотири квотні місця (по 12 кожної статі), що на шість більше порівняно з попередніми Іграми. Кожен Національний олімпійський комітет має право виставити щонайбільше двох гонщиків кожної статі. Країна-господарка Франція має право на одне квотне місце для чоловіків і жінок, якщо вони не кваліфікуються.
Половину загальної квоти буде розподілено між BMX-фрістайлерами з найвищим рейтингом (поіменно) за підсумками чотиримісячної серії олімпійських відбіркових змагань (з березня до червня 2024 року). П'ять квотних місць, що залишилися, для кожної статі будуть надані НОК з найвищим рейтингом, які беруть участь у чемпіонаті світу 2022 з міського велоспорту в Абу-Дабі, Об'єднані Арабські Емірати (дві) або чемпіонаті світу з BMX-фрістайлу 2023 року в Глазго (три).

### Чоловіки, фрістайл
Квоти станом на 26 червня 2024 року.
| Дисципліна                                                     | Квоти | НОК, що кваліфікувався | Заявлений гонщик |
| -------------------------------------------------------------- | ----- | ---------------------- | ---------------- |
| Країна-господарка                                              | Н/Д   | Н/Д                    | Н/Д              |
| Олімпійські кваліфікаційні серії                               | 6     | Франція (FRA)          | Антоні Жанжан    |
| Олімпійські кваліфікаційні серії                               | 6     | Велика Британія (GBR)  | Кіран Рейллі     |
| Олімпійські кваліфікаційні серії                               | 6     | США (USA)              | Маркус Крістофер |
| Олімпійські кваліфікаційні серії                               | 6     | Бразилія (BRA)         | Густаво Олівейра |
| Олімпійські кваліфікаційні серії                               | 6     | США (USA)              | Джастін Дауелл   |
| Олімпійські кваліфікаційні серії                               | 6     | Хорватія (CRO)         | Марін Рантеш     |
| Чемпіонат світу з міського велоспорту 2022                     | 2     | Японія (JPN)           |                  |
| Чемпіонат світу з міського велоспорту 2022                     | 2     | Австралія (AUS)        |                  |
| Чемпіонат світу з BMX-фрістайлу 2023                           | 3     | ПАР (RSA)              |                  |
| Чемпіонат світу з BMX-фрістайлу 2023                           | 3     | Аргентина (ARG)        |                  |
| Чемпіонат світу з BMX-фрістайлу 2023                           | 3     | Канада (CAN)           |                  |
| Перерозподіл квоти країни-господарки (з Чемпіонату світу 2023) | 1     | Латвія (LAT)           | Ернестс Жеболдс  |
| Загалом                                                        | 12    |                        |                  |

### Жінки, фрістайл
Квоти станом на 4 липня 2024 року.
| Дисципліна                                 | Місце країни | НОК, що кваліфікувався | Заявлена гонщиця       |
| ------------------------------------------ | ------------ | ---------------------- | ---------------------- |
| Країна-господарка                          | Н/Д          | Франція (FRA)          | Лорі Перес             |
| Олімпійські кваліфікаційні серії           | 1            | США (USA)              | Ганна Робертс          |
| Олімпійські кваліфікаційні серії           | 2            | Китай (CHN)            | Сунь Цзяці             |
| Олімпійські кваліфікаційні серії           | 3            | Китай (CHN)            | Ден Явень              |
| Олімпійські кваліфікаційні серії           | 4            | США (USA)              | Перріс Бенеґас         |
| Олімпійські кваліфікаційні серії           | 5            | Швейцарія (SUI)        | Нікіта Дукарроз        |
| Олімпійські кваліфікаційні серії           | 6            | Австралія (AUS)        | Ніталія Дім            |
| Чемпіонат світу з міського велоспорту 2022 | 0            | Швейцарія (SUI)        | Н/Д                    |
| Чемпіонат світу з міського велоспорту 2022 | 1            | Чехія (CZE)            |                        |
| Чемпіонат світу з міського велоспорту 2022 | 2            | Німеччина (GER)        | Кім Леа Мюллер         |
| Чемпіонат світу з BMX-фрістайлу 2023       | 1            | Велика Британія (GBR)  |                        |
| Чемпіонат світу з BMX-фрістайлу 2023       | 2            | Колумбія (COL)         | Квін Сарай Вільєгас    |
| Чемпіонат світу з BMX-фрістайлу 2023       | 3            | Чилі (CHI)             | Макарена Перес Ґрассет |
| Загалом                                    | 12           |                        |                        |

## BMX-гонки

### Правила кваліфікації
Загалом 48 BMX-гонщиків (по 24 особи кожної статі) візьмуть участь у гонці на трасі Парижа-2024. Кожен НОК може претендувати щонайбільше на три квоти для кожної статі. Країна-господарка Франція має право на одну квоту для чоловіків і жінок, якщо вони не кваліфікуються, тоді ще одне місце надається НОК, що відповідають вимогам, для дотримання принципу універсальности.
Решта загальної квоти буде розподілена між НОК, що відповідають вимогам такими способами. Сімнадцять квот з певною кількістю гонщиків, що кваліфікувалися (три для двох найкращих НОК, два для НОК, які посіли місця з 3 по 5, та одна для НОК, що посіли місця з 6 по 10) будуть розподілені на підставі очок, набраних протягом дворічного олімпійського кваліфікаційного періоду UCI BMX (з 1 серпня 2022 року до 4 червня 2024 року). По одному квотному місцю одержать переможці континентальних чемпіонатів BMX Африки, Азії, Північної та Південної Америки. Чотири місця, що залишилися, будуть розподілені між найкращими гонщиками BMX, що виступають на Чемпіонаті світу з трекових велоперегонів 2023 в Глазго і на чемпіонаті світу BMX 2024 року в Рок-Гіллі, США.

### Чоловіча гонка
Квоти станом на 11 червня 2024 року.
| Дисципліна                                          | Місце країни    | НОК, що кваліфікувався                                                                  | Гонщиків від НОК |
| --------------------------------------------------- | --------------- | --------------------------------------------------------------------------------------- | ---------------- |
| Олімпійський кваліфікаційний рейтинг UCI 2024       | з 1-го по 2-ге  | Франція (FRA) Колумбія (COL)                                                            | 3                |
| Олімпійський кваліфікаційний рейтинг UCI 2024       | з 3-го по 5-те  | Швейцарія (SUI) Нідерланди (NED) США (USA)                                              | 2                |
| Олімпійський кваліфікаційний рейтинг UCI 2024       | з 6-го по 10-те | Велика Британія (GBR) Австралія (AUS) Аргентина (ARG) Нова Зеландія (NZL) Бельгія (BEL) | 1                |
| Чемпіонат Африки 2023                               | 1               | Марокко (MAR)                                                                           | 1                |
| Панамериканський чемпіонат 2023                     | 1               | Еквадор (ECU)                                                                           | 1                |
| Чемпіонат Азії 2023                                 | 1               | Таїланд (THA)                                                                           | 1                |
| Чемпіонат світу з BMX 2023                          | 1               | Латвія (LAT)                                                                            | 1                |
| Чемпіонат світу з BMX 2024                          | 1               | Чилі (CHI)                                                                              | 1                |
| Перерозподіл невикористаної квоти країни-господарки | 1               | Німеччина (GER)                                                                         | 1                |
| Перерозподіл запрошення                             | Н/Д             | Італія (ITA)                                                                            | 1                |
| Загалом                                             |                 |                                                                                         | 24               |

** Кваліфікувався як представник континенту

### Жіноча гонка
Квоти станом на 11 червня 2024 року.
| Дисципліна                                    | Місце країни    | НОК, що кваліфікувався                                                     | Гонщиць від НОК |
| --------------------------------------------- | --------------- | -------------------------------------------------------------------------- | --------------- |
| Олімпійський кваліфікаційний рейтинг UCI 2024 | з 1-го по 2-ге  | Нідерланди (NED) США (USA)                                                 | 3               |
| Олімпійський кваліфікаційний рейтинг UCI 2024 | з 3-го по 5-те  | Швейцарія (SUI) Австралія (AUS) Колумбія (COL)                             | 2               |
| Олімпійський кваліфікаційний рейтинг UCI 2024 | з 6-го по 10-те | Велика Британія (GBR) Франція (FRA) Данія (DEN) Канада (CAN) Бельгія (BEL) | 1               |
| Чемпіонат Африки 2023                         | 0               | Н/Д                                                                        | 1               |
| Панамериканський чемпіонат 2023               | 1               | Бразилія (BRA)                                                             | 1               |
| Чемпіонат Азії 2023                           | 1               | Японія (JPN)                                                               | 1               |
| Чемпіонат світу з BMX 2023                    | 1               | Німеччина (GER)                                                            | 1               |
| Чемпіонат світу з BMX 2024                    | 1               | Нова Зеландія (NZL)                                                        | 1               |
| Перерозподіл з Чемпіонату Африки 2023         | 1               | ПАР (RSA)                                                                  | 1               |
| Перерозподіл from unused host country quota   | 1               | Латвія (LAT)                                                               | 1               |
| Запрошення                                    | 1               | Аруба (ARU)                                                                | 1               |
| Загалом                                       |                 |                                                                            | 24              |

** Кваліфікувався як представник континенту